# ريكاكو كوباياشي
ريكاكو كوباياشي (小林 里歌子) (21 يوليو 1997 في هيوغو في اليابان – )؛ هي لاعبة كرة قدم كانت تلعب كمهاجم.

## وصلات خارجية
- ريكاكو كوباياشي على موقع الاتحاد الدولي (مؤرشف)  (الإنجليزية)
- ريكاكو كوباياشي على موقع إي إس بي إن إف سي (الإنجليزية)
- ريكاكو كوباياشي على موقع قاعدة بيانات كرة القدم.إي يو (الإنجليزية)
- ريكاكو كوباياشي على موقع Soccerbase.com (لاعب) (الإنجليزية)
- ريكاكو كوباياشي على موقع Soccerway.com (الإنجليزية)
- ريكاكو كوباياشي على موقع عالم كرة القدم.نت (الإنجليزية)